# Bokermannohyla ibitipoca
Bokermannohyla ibitipoca är en groddjursart som först beskrevs av Ulisses Caramaschi och Renato Neves Feio 1990.  Bokermannohyla ibitipoca ingår i släktet Bokermannohyla och familjen lövgrodor. IUCN kategoriserar arten globalt som otillräckligt studerad. Inga underarter finns listade.